# Paragonimus kellicotti
Paragonimus kellicotti är en plattmaskart. Paragonimus kellicotti ingår i släktet Paragonimus och familjen Paragonimidae. Inga underarter finns listade i Catalogue of Life.